# Thơ cổ phong
Thơ cổ phong còn gọi là cổ thi, thơ cổ thể hay cổ thể thi (chữ Hán: 古体诗) là một thể thơ có từ trước thời Đường. Về sau, đây là một thuật ngữ mang nội dung khá rộng, chỉ tất cả những bài thơ cổ được sáng tác từ thời Đường trở về sau mà không theo luật thơ Đường (không kể từ và khúc). Về sau trở thành tên gọi chung tất cả thơ ngũ ngôn, thất ngôn mà không theo luật, gồm ngũ ngôn cổ thi, thất ngôn cổ thi, tam ngôn thi, tứ ngôn thi, lục ngôn thi..., không theo niêm luật, không hạn chế số câu, chữ như thơ Đường luật.
Thơ Cổ Phong có thể dùng một vần (độc vận) hay nhiều vần (liên vận) nhưng vần vẫn phải thích ứng với quy luật âm thanh, có nhịp bằng trắc xen nhau cho dễ đọc.
Một mặt thơ cổ phong mô phỏng cổ thi, không bị niêm luật, số chữ, số câu gò bó nên vẫn có được màu sắc tự do, phóng khoáng, có khả năng miêu tả và biểu hiện khá phong phú.
Mặt khác, vì nó ra đời lúc thơ Đường luật đã chiếm vị trí thống trị trên thi đàn nên người viết theo thể thơ này ít hoặc nhiều, có ý thức hay không có ý thức, đều chịu sự chi phối của thơ Đường luật.
Nhưng về đại thể, thơ cổ phong khác thơ Đường luật ở mấy điểm sau:
Về số câu và số chữ trong bài: không hạn định. Có bài thơ cổ phong chỉ có bốn câu gọi là cổ tuyệt (X. thơ tuyệt cú) nhưng cũng có những bài rất dài như Tỳ bà hành của Bạch Cư Dị. Có những bài thơ cổ phong năm chữ như Sở kiến hành của Nguyễn Du, bảy chữ như Phản chiêu hồn cũng của Nguyễn Du. Lại có những bài số chữ trong câu không đều nhau gọi là tạp ngôn (như Long thành cầm giả ca của Nguyễn Du).
Về vần: có thể dùng toàn vần bằng hoặc toàn vần trắc, có thể xen kẽ bằng trắc, có thể dùng độc vận hay nhiều vần thay đổi nhau.
Về sự sắp xếp thanh âm: nói chung lấy việc tránh nhập luật làm nguyên tắc, nên vô hình trung tạo nên một kiểu sắp xếp riêng về thanh âm của thơ cổ phong. Nếu ở thơ Đường luật, tiết tấu của câu thơ ở đòn cân thanh điệu (tức chữ thứ hai, thứ tư, thứ sáu) lấy bằng trắc thay thế làm nguyên tắc, thì ở thơ cổ phong, tiết tấu ở các chữ đó lấy điệp bình hay điệp trắc làm nguyên tắc, thậm chí có lúc ba chữ đều bằng hay đều trắc. Ví dụ:
| “           | Vân thị thành ngoại lão khất tử Mại ca khất tiền cùng thần suy | ” |
| — Nguyễn Du |                                                                |   |

Nếu ở thơ Đường luật, nguyên tắc là thanh của chữ thứ năm ngược với thanh của chữ cuối câu, thì ở thơ cổ phong thanh ở chữ thứ năm thường giống với thanh của chữ cuối câu. Thơ cổ phong có thể dùng luôn ba thanh trắc ở cuối câu và đặc biệt thích dùng lối tam bình điệu (tức ba chữ cuối câu đều thanh bằng). Hầu hết các câu số chẵn trong bài Phản chiêu hồn của Nguyễn Du đều như vậy.
Tuy nhiên, bên cạnh những bài thơ cổ phong thuần tuý, cũng có những bài cố vận dụng những câu thơ luật tới mức tối đa, do đó tạo nên những bài nửa cổ, nửa luật hay cổ phong nhập luật.
Trong thời kỳ cận đại ở Việt Nam, có nhiều nhà thơ sáng tác theo thể cổ phong bằng tiếng Việt. Nhưng sau khi thơ mới ra đời thì thơ cổ phong vắng bóng dần vì màu sắc cổ kính của nó khó diễn tả đầy đủ những tình cảm mới.